# Capsicum hunzikerianum
Capsicum hunzikerianum là loài thực vật có hoa trong họ Cà. Loài này được Barboza & Bianch. mô tả khoa học đầu tiên năm 2005.